# Вулиця Владислава Зубенка
Вулиця Владислава Зубенка (до 2016 року — вулиця Тимурівців) — одна з вулиць міста Харкова, що розташована у Салтівському районі. Розпочинається в районі станції метро «Академіка Павлова» від однойменної вулиці. Простягається вздовж Глибокого Яру, перетинаючи вулицю Гвардійців-Широнінців, проспект Тракторобудівників, вулиці Гарібальді та Познанську. Після останньої розділяється на дві частини, одна з яких впирається у Валентинівську вулицю, а інша — у Салтівське шосе.
Названа на честь харків'янина Владислава Зубенка, Героя України, одного з учасників Революції Гідності та Героя Небесної Сотні.

## Історія
Вулиця утворена у радянський період під час спорудження Салтівського житлового масиву. На стадії проєкту мала первинну назву Швидкісна магістраль, але згодом отримала офіційну назву — вулиця Тимурівців, на честь загонів тимурівців, які за часів СРСР нібито займалися благодійними речами, допомагали особам похилого віку та особам з інвалідністю тощо.
2016 року на виконання вимог закону про декомунізацію рішенням Харківської облдержадміністрації вулиця була перейменована на честь Владислава Зубенка, студента Харківської залізничної академії, який загинув у Києві під час Революції гідності.

## Транспорт
Громадського транспорту по вулиці немає, однак її перетинають:
- тролейбусні маршрути № 31, 35 та 56;
- трамвайний маршрут № 23;
- автобусні маршрути № 63, 107 та 259.

## Інфраструктура
Освітні заклади:
- загальноосвітня школа № 143;
- КЗ Харківський ліцей № 31 Харківської міської ради;
- КЗ Харківський ліцей з посиленою військово-фізичною підготовкою «Правоохоронець» Харківської обласної ради;
- ДНЗ «РЦПО БТ ХО».

На вулиці знаходяться Немишлянський районний відділ ДСНС України у Харківській області та джерело Глибокий Яр.